# Bolotbek Schamschijew
Bolotbek Tölön uulu Schamschijew (kirgisisch Болотбек Төлөн уулу Шамшиев, russisch Болотбек Толенович Шамшиев Bolotbek Tolenowitsch Schamschijew; * 12. Januar 1941 in Frunse, Kirgisische SSR; † 21. Dezember 2019 in Bischkek, Kirgisistan) war ein kirgisischer Filmregisseur und Drehbuchautor.

## Leben
Schamschijew beendete 1965 sein Regiestudium an der Filmhochschule in Moskau mit einem Diplom im Fachbereich Dokumentarfilm. Zwei Jahre zuvor war er bereits als Schauspieler künstlerisch in Erscheinung getreten, ohne jedoch erwähnenswerte Reaktionen hervorzurufen. Sein erstes Werk, der Dokumentarfilm Manastschi, wurde mit dem Großen Preis beim eher kleinen Internationalen Festival von Oberhausen ausgezeichnet, wie auch sein späteres Werk Der Schafhirte.
Ende der 1960er Jahre wandte er sich dem Spielfilm zu und inszenierte sein Erstlingswerk Der Schuss am Pass (1969), gefolgt von weiteren Filmproduktionen. 1980 präsentierte er seinen Antikriegsfilm Frühe Kraniche sowie den Gegenwartsstreifen Aus der Hauptstadt kam ein Mädchen im Rahmen des IX. Festivals des sowjetischen Kino- und Fernsehfilms in der DDR.
Außerhalb der Filmarbeit kam der bekennende Demokrat im November 2002 in die Schlagzeilen, als er bei einem Protestmarsch gegen die kirgisische Regierung um Präsident Askar Akajew kurzzeitig verhaftet wurde.

## Filmografie (Auswahl)
- 1963: Schwüle (Зной, Snoj), Darsteller
- 1965: Manastschi (Dokumentarfilm)
- 1969: Der Schuss am Pass (Выстрел на перевале Караш)
- 1972: Roter Mohn von Issyk-Kul (Алые маки Иссык-Куля)
- 1976: Der weiße Dampfer (Белый Пароход)
- 1978: Aus der Hauptstadt kam ein Mädchen (Среди людей)
- 1979: Frühe Kraniche (Ранние журавли)
- 1983: Die Wolfsfalle (Волчья яма)
- 1985: Scharfschützen (Снайперы)